# 布里格斯維爾鎮區 (阿肯色州耶爾縣)
布里格斯維爾鎮區（英語：Briggsville Township）是位於美國阿肯色州耶爾縣的一個行政鎮區。

## 地方資料
布里格斯維爾鎮區的面積為56.47平方千米，當中陸地面積為56.06平方千米，而水域面積為0.41平方千米。根據2010年美國人口普查的數據，當地共有人口128人，而人口密度為每平方千米2.27人。